# Con altri occhi
Con altri occhi è una novella di Luigi Pirandello.

## Trama
Anna è sposata con Vittore Brivio da tre anni. La sua completa devozione al coniuge, però, non è ricambiata come lei vorrebbe. Nel preparare la valigia per l’imminente partenza di Vittore, vede scivolare una foto dalla tasca di un abito. Si tratta di un ritratto del marito e della sua prima moglie Almira, toltasi la vita dopo che Vittore aveva scoperto il suo tradimento. In un primo momento Anna prova sgomento nel vedere suo marito accanto a una donna che le sembra troppo diversa da lei, sentimento sul quale prevalgono poi la gelosia e il disprezzo. Continuando a osservare la fotografia, scorge nel sorriso della rivale un’espressione di dolore, la stessa che nota sul proprio volto quando si guarda allo specchio ogni giorno. Scaccia via questi pensieri appena giunge il marito che non ascolta i timori di lei e, infastidito, va via senza nemmeno salutarla. Anna ripensa così alle sue nozze, ostacolate prima dalla differenza di età, poi dall’accanita opposizione del padre, che non ha più visto dal giorno del matrimonio. La donna realizza che la sua solitudine non deriva dalla lontananza fisica del marito, ma da quella dei suoi affetti. Si sente sola ma al tempo stesso realizza di avere molto in comune con la defunta. Come Almira, anche lei aveva donato il suo cuore ad un uomo immeritevole e che adesso vede con altri occhi.

## Edizioni
- Luigi Pirandello, Novelle per un anno, Prefazione di Corrado Alvaro, Mondadori 1956-1987, 2 volumi. 0001690-7
- Luigi Pirandello, Novelle per un anno, a cura di Mario Costanzo, Prefazione di Giovanni Macchia, I Meridiani, 2 volumi, Arnoldo Mondadori, Milano 1987 EAN: 9788804211921
- Luigi Pirandello, Tutte le novelle, a cura di Lucio Lugnani, Classici Moderni BUR, Milano 2007, 3 volumi.
- Luigi Pirandello, Novelle per un anno, a cura di S. Campailla, Newton Compton, Grandi tascabili economici.I mammut, Roma 2011 Isbn 9788854136601
- Luigi Pirandello, Novelle per un anno, a cura di Pietro Gibellini, Giunti, Firenze 1994, voll. 3.